# بسکتبال در المپیک تابستانی ۲۰۲۰ – مسابقات مردان
مسابقات مردان بسکتبال یکی از رویدادهای بازی‌های المپیک تابستانی ۲۰۲۰ است که از ۲۵ ژوئیه تا ۷ اوت ۲۰۲۱ در سایتاما آرنا، سایتاما برگزار می‌شود.

## مسابقات انتخابی
| رقابت                        | رقابت                        | تاریخ                    | میزبان   | سهمیه | تیم انتخاب شده      |
| ---------------------------- | ---------------------------- | ------------------------ | -------- | ----- | ------------------- |
| کشور میزبان                  | کشور میزبان                  | —                        | —        | ۱     | ژاپن                |
| جام جهانی بسکتبال ۲۰۱۹       | آفریقا                       | ۳۱ اوت – ۱۵ سپتامبر ۲۰۱۹ | چین      | ۱     | نیجریه              |
| جام جهانی بسکتبال ۲۰۱۹       | آمریکا                       | ۳۱ اوت – ۱۵ سپتامبر ۲۰۱۹ | چین      | ۲     | آرژانتین            |
| جام جهانی بسکتبال ۲۰۱۹       | آمریکا                       | ۳۱ اوت – ۱۵ سپتامبر ۲۰۱۹ | چین      | ۲     | ایالات متحده آمریکا |
| جام جهانی بسکتبال ۲۰۱۹       | آسیا                         | ۳۱ اوت – ۱۵ سپتامبر ۲۰۱۹ | چین      | ۱     | ایران               |
| جام جهانی بسکتبال ۲۰۱۹       | اروپا                        | ۳۱ اوت – ۱۵ سپتامبر ۲۰۱۹ | چین      | ۲     | فرانسه              |
| جام جهانی بسکتبال ۲۰۱۹       | اروپا                        | ۳۱ اوت – ۱۵ سپتامبر ۲۰۱۹ | چین      | ۲     | اسپانیا             |
| جام جهانی بسکتبال ۲۰۱۹       | اقیانوسیه                    | ۳۱ اوت – ۱۵ سپتامبر ۲۰۱۹ | چین      | ۱     | استرالیا            |
| مسابقات جهانی انتخابی المپیک | مسابقات جهانی انتخابی المپیک | ۲۲ ژوئن – ۴ ژوئیه ۲۰۲۱   | ویکتوریا | ۱     | چک                  |
| مسابقات جهانی انتخابی المپیک | مسابقات جهانی انتخابی المپیک | ۲۲ ژوئن – ۴ ژوئیه ۲۰۲۱   | اسپلیت   | ۱     | آلمان               |
| مسابقات جهانی انتخابی المپیک | مسابقات جهانی انتخابی المپیک | ۲۲ ژوئن – ۴ ژوئیه ۲۰۲۱   | کاوناس   | ۱     | اسلوونی             |
| مسابقات جهانی انتخابی المپیک | مسابقات جهانی انتخابی المپیک | ۲۲ ژوئن – ۴ ژوئیه ۲۰۲۱   | بلگراد   | ۱     | ایتالیا             |
| مجموع                        | مجموع                        | مجموع                    | مجموع    | ۱۲    |                     |

### سیدبندی
| سید ۱                                    | سید ۲                       | سید ۳                | سید ۴                 |
| ---------------------------------------- | --------------------------- | -------------------- | --------------------- |
| ایالات متحده آمریکا · اسپانیا · استرالیا | آرژانتین · ایتالیا · فرانسه | چک · اسلوونی · آلمان | نیجریه · ایران · ژاپن |

## مرحله گروهی
تمامی زمان‌ها براساس زمان استاندارد ژاپن است.

### گروه A
| رتبه | تیم                 | بازی | برد | باخت | گل زده | گل خورده | گل تفاضل | امتیاز | صلاحیت      |
| ---- | ------------------- | ---- | --- | ---- | ------ | -------- | -------- | ------ | ----------- |
| ۱    | فرانسه              | ۳    | ۳   | ۰    | ۲۵۹    | ۲۱۵      | ۴۴+      | ۶      | صعود        |
| ۲    | ایالات متحده آمریکا | ۳    | ۲   | ۱    | ۳۱۵    | ۲۳۳      | ۸۲+      | ۵      | صعود        |
| ۳    | چک                  | ۳    | ۱   | ۲    | ۲۴۵    | ۲۹۴      | ۴۹−      | ۴      | احتمال صعود |
| ۴    | ایران               | ۳    | ۰   | ۳    | ۲۰۶    | ۲۸۳      | ۷۷−      | ۳      |             |

| ۲۵ ژوئیه ۲۰۲۱ ۱۰:۰۰ |

| Boxscore |

| ایران                                                       | ۷۸–۸۴ | چک                                                             |
| امتیاز بر پایه وقت: 19–25, 11–21, 16–21, ۳۲–۱۷              |       |                                                                |
| امتیاز: محمد جمشیدی ۱۶ ریباند: حامد حدادی ۱۰ پاس : جمشیدی ۷ |       | امتیاز: Auda 16 ریباند: Balvín, Satoranský ۸ پاس: Satoranský ۸ |

| ۲۵ ژوئیه ۲۰۲۱ ۲۱:۰۰ |

| Boxscore |

| فرانسه                                                                         | ۸۳–۷۶ | ایالات متحده آمریکا                                                     |
| امتیاز بر پایه وقت: 15–22, 22–23, 25–11, ۲۱–۲۰                                 |       |                                                                         |
| امتیاز: اوان فورنیر ۲۸ ریباند: رادی گوبرت ۹ پاس : نیکولاس باتوم، ناندو دکولو ۵ |       | امتیاز: جرو هالیدی ۱۸ ریباند: بم آدبایو ۱۰ پاس: دریموند گرین، Holiday 4 |

| ۲۸ ژوئیه ۲۰۲۱ ۱۳:۴۰ |

| Boxscore |

| ایالات متحده آمریکا                                                     | ۱۲۰–۶۶ | ایران                                                                        |
| امتیاز بر پایه وقت: 28–12, 32–18, 22–13, ۳۸–۲۳                          |        |                                                                              |
| امتیاز: دیمین لیلارد ۲۱ ریباند: دوین بوکر، کوین دورانت ۵ پاس : LaVine 8 |        | امتیاز: حامد حدادی ۱۵ ریباند: حامد حدادی ۶ پاس: فیلیپ جلال‌پور، محمد جمشیدی ۳ |

| ۲۸ ژوئیه ۲۰۲۱ ۲۱:۰۰ |

| Boxscore |

| چک                                                    | ۷۷–۹۷ | فرانسه                                                          |
| امتیاز بر پایه وقت: 28–22, 12–29, 16–26, ۲۱–۲۰        |       |                                                                 |
| امتیاز: Veselý ۱۹ ریباند: Balvín 8 پاس : Satoranský ۹ |       | امتیاز: اوان فورنیر ۲۱ ریباند: رادی گوبرت ۱۰ پاس: ناندو دکولو ۸ |

| ۳۱ ژوئیه ۲۰۲۱ ۱۰:۰۰ |

| Boxscore |

| ایران                                                          | ۶۲–۷۹ | فرانسه                                                       |
| امتیاز بر پایه وقت: 17–22, 10–24, 20–16, ۱۵–۱۷                 |       |                                                              |
| امتیاز: حامد حدادی ۱۸ ریباند: حامد حدادی ۱۲ پاس : حامد حدادی ۵ |       | امتیاز: Heurtel 16 ریباند: four players 5 پاس: ناندو دکولو ۵ |

| ۳۱ ژوئیه ۲۰۲۱ ۲۱:۰۰ |

| Boxscore |

| ایالات متحده آمریکا                                              | ۱۱۹–۸۴ | چک                                                       |
| امتیاز بر پایه وقت: 18–25, 29–18, 35–17, ۳۷–۲۴                   |        |                                                          |
| امتیاز: جیسون تیتوم ۲۷ ریباند: کوین دورانت ۸ پاس : کوین دورانت ۶ |        | امتیاز: Schilb 17 ریباند: Satoranský ۶ پاس: Satoranský ۸ |

### گروه B
| رتبه | تیم      | بازی | برد | باخت | گل زده | گل خورده | گل تفاضل | امتیاز | صلاحیت      |
| ---- | -------- | ---- | --- | ---- | ------ | -------- | -------- | ------ | ----------- |
| ۱    | استرالیا | ۳    | ۳   | ۰    | ۲۵۹    | ۲۲۶      | ۳۳+      | ۶      | صعود        |
| ۲    | ایتالیا  | ۳    | ۲   | ۱    | ۲۵۵    | ۲۳۹      | ۱۶+      | ۵      | صعود        |
| ۳    | آلمان    | ۳    | ۱   | ۲    | ۲۵۷    | ۲۷۳      | ۱۶−      | ۴      | احتمال صعود |
| ۴    | نیجریه   | ۳    | ۰   | ۳    | ۲۳۰    | ۲۶۳      | ۳۳−      | ۳      |             |

| ۲۵ ژوئیه ۲۰۲۱ ۱۳:۴۰ |

| Boxscore |

| آلمان                                                   | ۸۲–۹۲ | ایتالیا                                              |
| امتیاز بر پایه وقت: 32–22, 14–21, 26–25, ۱۰–۲۴          |       |                                                      |
| امتیاز: Lô ۲۴ ریباند: Voigtmann 6 پاس : three players 4 |       | امتیاز: Fontecchio 20 ریباند: Melli 9 پاس: Mannion 7 |

| ۲۵ ژوئیه ۲۰۲۱ ۱۷:۲۰ |

| Boxscore |

| استرالیا                                        | ۸۴–۶۵ | نیجریه                                                    |
| امتیاز بر پایه وقت: 23–23, 20–17, 15–12, ۲۶–۱۳  |       |                                                           |
| امتیاز: پتی میلز ۲۵ ریباند: Kay 8 پاس : Mills 6 |       | امتیاز: Emegano 12 ریباند: Achiuwa 6 پاس: Agada, Okogie 3 |

| ۲۸ ژوئیه ۲۰۲۱ ۱۰:۰۰ |

| Boxscore |

| نیجریه                                           | ۹۲–۹۹ | آلمان                                              |
| امتیاز بر پایه وقت: 21–24, 29–26, 24–24, ۱۸–۲۵   |       |                                                    |
| امتیاز: Nwora 33 ریباند: Nwora 7 پاس : Emegano 6 |       | امتیاز: Voigtmann 19 ریباند: Thiemann 10 پاس: Lô ۹ |

| ۲۸ ژوئیه ۲۰۲۱ ۱۷:۲۰ |

| Boxscore |

| ایتالیا                                                  | ۸۳–۸۶ | استرالیا                                                           |
| امتیاز بر پایه وقت: 25–25, 20–19, 17–21, ۲۱–۲۱           |       |                                                                    |
| امتیاز: Fontecchio 22 ریباند: Polonara 7 پاس : Mannion 7 |       | امتیاز: Landale 18 ریباند: three players 7 پاس: Ingles, پتی میلز ۵ |

| ۳۱ ژوئیه ۲۰۲۱ 13:40 |

| Boxscore |

| ایتالیا                                                      | ۸۰–۷۱ | نیجریه                                      |
| امتیاز بر پایه وقت: 29–17, 11–22, 16–24, ۲۴–۸                |       |                                             |
| امتیاز: Melli 15 ریباند: Vitali 6 پاس : Fontecchio, Pajola 4 |       | امتیاز: Metu 22 ریباند: Metu 10 پاس: Metu 3 |

| ۳۱ ژوئیه ۲۰۲۱ ۱۷:۲۰ |

| Boxscore |

| استرالیا                                           | ۸۹–۷۶ | آلمان                                          |
| امتیاز بر پایه وقت: 18–22, 26–18, 22–19, ۲۳–۱۷     |       |                                                |
| امتیاز: پتی میلز ۲۴ ریباند: Ingles 5 پاس : Mills 6 |       | امتیاز: Obst 17 ریباند: Voigtmann 13 پاس: Lô ۵ |

### گروه C
| رتبه | تیم      | بازی | برد | باخت | گل زده | گل خورده | گل تفاضل | امتیاز | صلاحیت      |
| ---- | -------- | ---- | --- | ---- | ------ | -------- | -------- | ------ | ----------- |
| ۱    | اسلوونی  | ۳    | ۳   | ۰    | ۳۲۹    | ۲۶۸      | ۶۱+      | ۶      | صعود        |
| ۲    | اسپانیا  | ۳    | ۲   | ۱    | ۲۵۶    | ۲۴۳      | ۱۳+      | ۵      | صعود        |
| ۳    | آرژانتین | ۳    | ۱   | ۲    | ۲۶۸    | ۲۷۶      | ۸−       | ۴      | احتمال صعود |
| ۴    | ژاپن (H) | ۳    | ۰   | ۳    | ۲۳۵    | ۳۰۱      | ۶۶−      | ۳      |             |

| ۲۶ ژوئیه ۲۰۲۱ ۱۳:۴۰ |

| Boxscore |

| آرژانتین                                               | ۱۰۰–۱۱۸ | اسلوونی                                               |
| امتیاز بر پایه وقت: 24–32, 18–30, 24–26, ۳۴–۳۰         |         |                                                       |
| امتیاز: لوئیز اسکولا ۲۳ ریباند: Deck 8 پاس : Vildoza 5 |         | امتیاز: لوکا دانچیچ ۴۸ ریباند: Tobey 14 پاس: Dončić ۵ |

| ۲۶ ژوئیه ۲۰۲۱ ۲۱:۰۰ |

| Boxscore |

| ژاپن                                                         | ۷۷–۸۸ | اسپانیا                                                   |
| امتیاز بر پایه وقت: 14–18, 14–30, 28–21, ۲۱–۱۹               |       |                                                           |
| امتیاز: Hachimura 20 ریباند: Watanabe 8 پاس : Baba, Tanaka 5 |       | امتیاز: ریکی روبیو ۲۰ ریباند: بیکتور کلابر ۹ پاس: Rubio 9 |

| ۲۹ ژوئیه ۲۰۲۱ ۱۳:۴۰ |

| Boxscore |

| اسلوونی                                                | ۱۱۶–۸۱ | ژاپن                                                                        |
| امتیاز بر پایه وقت: 29–23, 24–18, 27–23, ۳۶–۱۷         |        |                                                                             |
| امتیاز: لوکا دانچیچ ۲۵ ریباند: Tobey 11 پاس : Dončić ۷ |        | امتیاز: Hachimura 34 ریباند: Hachimura, Watanabe 7 پاس: Hachimura, Tanaka 3 |

| ۲۹ ژوئیه ۲۰۲۱ ۲۱:۰۰ |

| Boxscore |

| اسپانیا                                                      | ۸۱–۷۱ | آرژانتین                                                          |
| امتیاز بر پایه وقت: 20–25, 20–9, 21–19, ۲۰–۱۸                |       |                                                                   |
| امتیاز: ریکی روبیو ۲۶ ریباند: پائو گاسول ۸ پاس : مارک گسال ۵ |       | امتیاز: نیکولاس لاپروویتولا ۲۷ ریباند: Deck 8 پاس: Laprovittola 4 |

| ۱ اوت ۲۰۲۱ ۱۳:۴۰ |

| Boxscore |

| آرژانتین                                                   | ۹۷–۷۷ | ژاپن                                                      |
| امتیاز بر پایه وقت: 26–16, 20–22, 19–15, ۳۲–۲۴             |       |                                                           |
| امتیاز: لوئیز اسکولا ۲۳ ریباند: Scola 10 پاس : Campazzo 11 |       | امتیاز: Baba 18 ریباند: Hachimura 11 پاس: three players 3 |

| ۱ اوت ۲۰۲۱ ۱۷:۲۰ |

| Boxscore |

| اسپانیا                                                                    | ۸۷–۹۵ | اسلوونی                                                       |
| امتیاز بر پایه وقت: 24–20, 20–21, 26–27, ۱۷–۲۷                             |       |                                                               |
| امتیاز: ریکی روبیو ۱۸ ریباند: بیکتور کلابر، مارک گسال ۶ پاس : ریکی روبیو ۹ |       | امتیاز: Čančar 22 ریباند: لوکا دانچیچ، Tobey 14 پاس: Dončić ۹ |

### رده‌بندی تیم‌های سوم
| رتبه | گروه | تیم      | بازی | برد | باخت | گل زده | گل خورده | گل تفاضل | امتیاز | صلاحیت |
| ---- | ---- | -------- | ---- | --- | ---- | ------ | -------- | -------- | ------ | ------ |
| ۱    | C    | آرژانتین | ۳    | ۱   | ۲    | ۲۶۸    | ۲۷۶      | ۸−       | ۴      | صعود   |
| ۲    | B    | آلمان    | ۳    | ۱   | ۲    | ۲۵۷    | ۲۷۳      | ۱۶−      | ۴      | صعود   |
| ۳    | A    | چک       | ۳    | ۱   | ۲    | ۲۴۵    | ۲۹۴      | ۴۹−      | ۴      |        |

## مرحله حذفی
|  | یک چهارم نهایی      | یک چهارم نهایی      |                     |    | نیمه نهایی | نیمه نهایی |  |  | مدال طلا | مدال طلا |
|  |                     |                     |                     |    |            |            |  |  |          |          |
|  | 3 August            |                     |                     |    |            |            |  |  |          |          |
|  |                     |                     |                     |    |            |            |  |  |          |          |
|  | ایتالیا             | 75                  |                     |    |            |            |  |  |          |          |
|  | ایتالیا             | 75                  | 5 August            |    |            |            |  |  |          |          |
|  | فرانسه              | 84                  |                     |    |            |            |  |  |          |          |
|  | فرانسه              | 84                  | فرانسه              | 90 |            |            |  |  |          |          |
|  | 3 August            |                     | فرانسه              | 90 |            |            |  |  |          |          |
|  |                     | اسلوونی             | 89                  |    |            |            |  |  |          |          |
|  | اسلوونی             | اسلوونی             | 89                  | 94 |            |            |  |  |          |          |
|  | اسلوونی             |                     | 7 August            | 94 |            |            |  |  |          |          |
|  | آلمان               | 70                  |                     |    |            |            |  |  |          |          |
|  | آلمان               | 70                  | فرانسه              | 82 |            |            |  |  |          |          |
|  | 3 August            |                     | فرانسه              | 82 |            |            |  |  |          |          |
|  |                     | ایالات متحده آمریکا | 87                  |    |            |            |  |  |          |          |
|  | اسپانیا             | ایالات متحده آمریکا | 87                  | 81 |            |            |  |  |          |          |
|  | اسپانیا             | 5 August            |                     | 81 |            |            |  |  |          |          |
|  | ایالات متحده آمریکا | 95                  |                     |    |            |            |  |  |          |          |
|  | ایالات متحده آمریکا | 95                  | ایالات متحده آمریکا | 97 |            |            |  |  |          |          |
|  | 3 August            |                     | ایالات متحده آمریکا | 97 |            |            |  |  |          |          |
|  |                     | استرالیا            | 78                  |    | مدال برنز  | مدال برنز  |  |  |          |          |
|  | استرالیا            | استرالیا            | 78                  | 97 | مدال برنز  | مدال برنز  |  |  |          |          |
|  | استرالیا            |                     | 7 August            | 97 |            |            |  |  |          |          |
|  | آرژانتین            | 59                  |                     |    |            |            |  |  |          |          |
|  | آرژانتین            | 59                  | اسلوونی             | 93 |            |            |  |  |          |          |
|  |                     |                     |                     |    |            |            |  |  |          |          |
|  | استرالیا            | 107                 |                     |    |            |            |  |  |          |          |
|  | استرالیا            | 107                 |                     |    |            |            |  |  |          |          |